# Mohini (película de 2018)
Mohini es una película india de terror sobrenatural en idioma tamil del año 2018, escrita y dirigida por Ramana Madhesh. La película cuenta con Trisha y Jackky Bhagnani en los papeles principales. La mayor parte del rodaje tuvo lugar en Londres, y la producción comenzó en junio de 2016.
La película se estrenó el 27 de julio de 2018. Sin embargo, después de su lanzamiento, recibió críticas negativas y fue considerada un fracaso.

## Trama
Vaishnavi es una popular chef de YouTube que reside en Chennai, Tamil Nadu, India. Su amiga Ambuja está comprometida con Cotton, pero él se encuentra en una situación que le exige ir a Londres a trabajar como chef, a pesar de no tener las calificaciones necesarias. Cotton roba la receta de Vaishnavi para conseguir el trabajo. Él le pide a Vaishnavi que lo acompañe para hacerse pasar por su asistente y así ayudarle a asegurar el trabajo y lograr estabilidad financiera. Después de la boda de Ambuja y Cotton, Vaishnavi acepta y viaja a Londres junto a Cotton y un pariente llamado Balki. Se quedan en casa de sus amigos Ganesh (Ganeshkar) y su esposa Madhu, y trabajan como chefs en un restaurante en el Park Grand Hotel en Hounslow. En ese lugar, Vaishnavi conoce a Sandeep y se enamoran.
Un día, durante un paseo en bote, la amiga de Vaishnavi pierde su brazalete, pero Vaishnavi lo encuentra junto con un concha marina (shankha). Sin embargo, Vaishnavi se lastima accidentalmente y lava su sangre en el agua. Esta gota de sangre desencadena el espíritu vengativo de una mujer fallecida en el fondo del río. El espíritu posee a Vaishnavi, quien comienza una serie de asesinatos. Sus amigos pronto experimentan numerosos eventos paranormales y consultan a un sacerdote para descubrir que Vaishnavi está poseída. El espíritu resulta ser Mohini, un doble de Vaishnavi.
Mientras tanto, Sandeep le propone matrimonio a Vaishnavi, y se comprometen en presencia de su familia. Conocen a la madre de Sandeep, Menaka, y a su padre separado, Vicky/KVR. La visión de Vicky/KVR provoca la ira de Mohini y le recuerda por qué fue asesinada. Cuando Vicky/KVR anuncia a Sandeep como heredero de su propiedad, Mohini decide matar a Vicky/KVR y a sus secuaces, quienes la habían asesinado.
Mohini era una arquitecta que trabajaba para una compañía de construcción propiedad de KVR en Londres. Descubre los rituales de sacrificio infantil (Narabali) en los que KVR cree y se embarca en rescatar a niños de una banda de tráfico infantil propiedad de KVR. KVR y la banda son arrestados, pero son liberados debido a la influencia política de KVR. KVR y sus hombres luego capturan a Mohini, la matan y arrojan su cuerpo al río Támesis. Ahora que ha encontrado un doble en Vaishnavi, Mohini regresa en busca de venganza. Va tras Vicky/KVR y lo mata, pero no antes de advertirle que toda su generación será asesinada por ella, incluyendo a Sandeep. Menaka, la esposa de KVR, se entera de esto y trata de proteger a Sandeep de Mohini con la ayuda de un monje budista. También se pone en contacto con la madre de Mohini, quien accede a ayudar con los rituales que están realizando.
El monje explica que, además de los rituales, el cuerpo de Vaishnavi debe ser destruido o se debe hacer un sacrificio humano para apaciguar a Mohini. Mientras tanto, cuando Sandeep y Vaishnavi se mudan a su nueva casa, Vaishnavi ve una foto de Vicky/KVR, a quien Mohini había matado. Esto desencadena la ira de Mohini y ella intenta matar a Sandeep, persiguiéndolo hasta una iglesia. Mohini provoca a Sandeep diciéndole que matará a Vaishnavi. El monje llama a Sandeep y le dice que hay una cascada detrás de la iglesia que convierte el agua en santa. Sandeep intenta nadar por el río para llegar al monasterio, donde su madre, el sacerdote, Cotton, Madhu, Ganesh y Balki lo esperan, pero Mohini no puede seguirlo por el río y solo puede correr en tierra seca. Cuando ambos llegan, todos evitan que Mohini ataque a Sandeep y tratan de salvar a Vaishnavi en el proceso. La madre de Mohini se da cuenta de que debido a la venganza de su hija, se perderán dos vidas inocentes. Se da cuenta de que el espíritu de Mohini solo necesita una vida humana para satisfacerse, por lo que se quita la vida y se ofrece como sacrificio a Mohini frente a la Diosa. El espíritu de Mohini finalmente encuentra paz y deja a Vaishnavi y Sandeep solos.
Posteriormente, se muestra que el espíritu de Mohini todavía vive y persigue a cualquiera que intente hacer daño a los niños. Se apodera de Neha, una niña que fue acosada por el conductor del autobús escolar.

## Elenco
- Trisha como Mohini y Vaishnavi
- Jackky Bhagnani como Sandeep
- Mukesh Tiwari como Vicky (KVR)
- Yogi Babu como Cotton
- Poornima Bhagyaraj como Menaka
- Rama como la madre de Mohini
- Sriranjini como la madre de Vaishnavi
- Ganeshkar como Ganesh
- Jangiri Madhumitha como Madhu
- Swaminathan como Balki
- Suresh como Monk
- Gayatri Rema como Ambuja
- Matt Townsend como oficial de policía
- Dilyana Bouklieva como oficial de policía
- Ashwani Chopra como propietario del restaurante
- Elena Valdameri como reportera de noticias
- Manasvi Kottachi como Neha

## Producción

### Desarrollo
Trisha acordó protagonizar el papel principal en la película a principios de mayo de 2016 y reveló que colaboraría con el director Ramana Madhesh por primera vez. La película, titulada "Mohini", fue anunciada como un proyecto de producción de Prince Pictures, y contaría con Vivek-Mervin como compositores musicales y Dinesh Ponraj como editor.

### Rodaje
La producción de la película comenzó en junio de 2016 en Londres, con escenas filmadas en lugares como Leicester Square, Piccadilly Circus y Tower Bridge. El rodaje tuvo una duración de un mes y contó con la participación de Jackky Bhagnani, un actor de la industria hindi, junto a Trisha y un elenco de comediantes.

## Música
La banda sonora fue lanzada el 12 de enero de 2018 a través de Think Music India.

## Lanzamiento
Los derechos de distribución en cines de la película en Tamil Nadu se tasaron en 6 millones de rupias. Los derechos de transmisión por satélite de la película fueron adquiridos por Zee Tamil.

## Recepción
La película generó controversia debido a la moralidad que promovía su historia, ya que implicaba un sacrificio humano en las escenas finales. Además, se generaron otras polémicas en relación con la representación negativa de Londres, Inglaterra, y las menciones sobre el dominio británico en la India y el saqueo perpetrado por la Compañía Británica de las Indias Orientales. Algunos críticos argumentaron que India debería abstenerse de abordar su pasado colonial y no criticar a Gran Bretaña, mientras que también negaron la importancia de la lucha por la libertad y los esfuerzos de los revolucionarios.